# Leucoloma sinuosulum
Leucoloma sinuosulum är en bladmossart som beskrevs av C. Müller och Bescherelle 1880. Leucoloma sinuosulum ingår i släktet Leucoloma och familjen Dicranaceae. Inga underarter finns listade i Catalogue of Life.